# 小菅汐梨
小菅 汐梨（こすげ しおり、2008年12月15日 -  ）は、日本の子役。テアトルアカデミー所属。

## 概要
2008年12月生まれ、出身は非公表。
特技は、ピアノ、書道。

## 出演

### 映画
- 「ぼくのおじさん」（2016年11月3日、東映）春山恵子 役

### テレビ番組
- ヒットの秘密（2014年、テレビ東京）
- 相棒 Season13（2014年12月3日、テレビ朝日）高安奈緒 役
- ○○妻 第1話（2015年1月14日、日本テレビ）
- 問題のあるレストラン（2015年1月15日 - 3月19日、フジテレビ）藤村五月（幼少期)役
- 戦う女 第1話 第2話（2015年4月6日 - 4月8日、CSフジ）真木みう 役
- 37.5℃の涙 第3話（2015年7月23日、TBS）大橋姫華 役
- ドラマスペシャル 緊急取調室（2015年9月27日、テレビ朝日）
- 第14回テレビ朝日21世紀新人シナリオ大賞 夏目家どろぼう綺談（2016年1月3日、テレビ朝日）夏目恒子 役
- 女優墜ち（2016年3月23日 - 3月30日、BS朝日）紺野ゆうな 役[3]
- イタズラなkiss THE MOVIE! 番外編 History of KOTOKO～琴子の恋物語～（2016年11月11日、GEO）小林まみ 役
- 山本周五郎時代劇 武士の魂 第8話（2017年7月11日、BSテレビ東京）テイ 役
- 奥様は、取り扱い注意 エピソード3（2017年10月18日、日本テレビ） 和子（幼少期）役
- 越路吹雪物語 第3 - 5話（2018年1月10日 - 12日、テレビ朝日）和枝 役
- リピート〜運命を変える10か月〜 第1話（2018年1月11日、読売テレビ）さおり 役
- トーキョーエイリアンブラザーズ 第2話（2018年7月30日、日本テレビ）姉妹（姉）役
- 学校へ行けなかった私が「あの花」「ここさけ」を書くまで（2018年9月1日、NHK BSプレミアム）いじめっ子役
- みかづき 第2回 我が家は学習塾 第3回 翳(かげ)りゆく月（2019年2月2日 - 2月9日、NHK 土曜ドラマ）大島菜々美（幼少期）役
- クイズ!あなたは小学5年生より賢いの?（2019年8月8日、日本テレビ）助っ人小学生
- メンタル強め美女白川さん 第8話（2022年5月26日、テレビ東京）羽柴美雪（中学生時代）役

### ネット配信映像
- Wの悲喜劇 ＃80 子役とママのシンデレラ物語（2019年10月5日、AbemaTV）[4]

### CM
- イオン「クリスマス篇」「10weeksチキン篇」「恵方巻篇」
- ライオン「トップ ハイジア」
- 集英社「別冊マーガレット～アオハライド」
- タカラトミー「アニア王国 ウキウキウォッチ水族館」「アニアペットシリーズ」「パウ・パトロール」

### Web
- 学研 そろばんスクール